# インスリン デグルデク・インスリン アスパルト
インスリン デグルデク・インスリン アスパルト（Insulin degludec/insulin aspart）は、糖尿病治療用のインスリン配合剤である。インスリン デグルデクとインスリン アスパルトを7：3の割合で含有している。腹部、上腕または大腿部の皮下に注射する。プロタミンを含まない澄明な液体であり、注射前に振り混ぜる必要がない。
最も頻繁に報告される副作用は、低血糖症である。
2012年12月に日本で、2013年1月に欧州連合で、2015年9月に米国で、2017年11月にオーストラリアで医療用として承認された。

## 効能・効果
インスリン療法が適応となる糖尿病
インスリン デグルデク・インスリン アスパルトは、成人、青年、2歳以上の小児における糖尿病の治療に適応される。

## 禁忌
以下の患者には禁忌である。
- 低血糖症状を呈している患者
- 製剤成分に対し過敏症の既往歴のある患者

## 副作用
重大な副作用として、低血糖とアナフィラキシーショックが知られている。

## 体内動態
デグルデク・アスパルトが皮下注射されると、まずアスパルト単量体が血中に移行して鋭い血中濃度曲線を描く一方で、デグルデクはジヘキサマー（12量体：(T3R3)2）から生成したマルチヘキサマーが徐々に解離してデグルデク単量体を放出するので平坦な血中濃度曲線を描き、2相性となる。